# Beniarrés
Beniarrés és una població del País Valencià a la comarca del Comtat.

## Geografia
Beniarrés es troba en la sub-comarca de la vall de Perputxent. En el seu terme, de 20,2 km², es troba la ja esmentada cova de l'Or. També hi és interessant la visita al pantà que du el seu nom; la cova dels Nous Forats i el barranc de l'Encantà.

## Història
La mostra més antiga de poblament que hi ha és la cova de l'Or, segle v aC, considerada com el jaciment neolític més important del País Valencià.
El poble és d'origen musulmà. Conquistat per Jaume I l'any 1253, va estar integrat per moriscos fins a 1609, any en què van ser expulsats. Fou senyor de Beni Arràez (Beniarrés), un musulmà convertit al cristianisme anomenat Almudino, qui per deutes perdrà el lloc en favor de Ponç Guillem de Villafranca. Però com que Guillem de Vilafranca va apropiar-se'l sense esperar sentència del Justícia, Jaume I va ordenar-li que el restituïra al seu senyor. Depengué jurisdiccionalment del castell de Perputxent que fou concedit a en Gil Garcés d'Azagra el 1259 per part de Jaume I, davant la primera revolta d'Al-Azraq; posteriorment passarà a diversos senyors cristians i a l'Orde de Montesa.

## Demografia i economia
Des de principis del segle xx es va produir un increment de la població, la qual va descendir notòriament en les dècades dels 50-60 degut a una gran emigració cap a França. En els anys 70 s'estabilitzà en uns 1.712 habitants (beniarresins). i el 2002 baixà als 1.387. Aconseguí el major creixement poblacional en 1991 amb 1.445 habitants, però va baixar fins als 1.271 de 2012.
| 1842 | 1860  | 1877  | 1887  | 1900  | 1910  | 1920  | 1930  | 1940  | 1950  | 1960  | 1970  | 1981  | 1991  | 2000  | 2002  | 2005  | 2012  | 2021  | 2024  |
| ---- | ----- | ----- | ----- | ----- | ----- | ----- | ----- | ----- | ----- | ----- | ----- | ----- | ----- | ----- | ----- | ----- | ----- | ----- | ----- |
| 864  | 1.235 | 1.308 | 1.420 | 1.381 | 1.741 | 1.773 | 1.849 | 1.921 | 2.185 | 1.726 | 1.712 | 1.635 | 1.445 | 1.397 | 1.387 | 1.380 | 1.271 | 1.088 | 1.096 |

## Economia
L'agricultura que propicia el Serpis i la indústria de Cocentaina i Muro són els pilars de la seua economia.

## Política i govern

### Composició de la Corporació Municipal
El Ple de l'Ajuntament està format per 9 regidors. En les eleccions municipals de 26 de maig de 2019 foren elegits 4 regidors del Partit Socialista del País Valencià (PSPV-PSOE), 3 del Partit Popular (PP) i 2 de Compromís per Beniarrés (Compromís) .
| Eleccions municipals de 26 de maig de 2019 - Beniarrés                                                                       |                                          |                                     |                                     |      |          |          |
| Candidatura | Candidatura                              | Candidatura                         | Cap de llista                       | Vots | Vots     | Regidors |
| | Partit Socialista del País Valencià-PSOE |                                     | Juan José Tomàs López               | 354  | 41,89%   | 4 (+2)   |
| | Partit Popular                           |                                     | Francisco Sellés Sanchis            | 259  | 30,65%   | 3 (-2)   |
| | Compromís per Beniarrés                  |                                     | Miquel Sanchis Jordà                | 226  | 26,75%   | 2 ()     |
| | Vots en blanc                            |                                     |                                     | 6    | 0,71%    |          |
| Total vots vàlids i regidors                                                                                                 | Total vots vàlids i regidors             | Total vots vàlids i regidors        | Total vots vàlids i regidors        | 845  | 100 %    | 9        |
| | Vots nuls                                | Vots nuls                           | Vots nuls                           | 13   | 1,52%    |          |
| Participació (vots vàlids més nuls)                                                                                          | Participació (vots vàlids més nuls)      | Participació (vots vàlids més nuls) | Participació (vots vàlids més nuls) | 858  | 86,67%** |          |
| Abstenció | Abstenció                                | Abstenció                           | Abstenció                           | 132* | 13,33%** |          |
| Total cens electoral | Total cens electoral                     | Total cens electoral                | Total cens electoral                | 990* | 100 %**  |          |
| Alcalde: Miquel Sanchis Jordà (Compromís) (15/06/2019) Per majoria absoluta dels vots dels regidors                          |                                          |                                     |                                     |      |          |          |
| Fonts: JEC, JEZ Alcoi, M. Interior, Periòdic Ara. (* No són vots sinó electors. ** Percentatge respecte del cens electoral.) |                                          |                                     |                                     |      |          |          |

### Alcaldia
Des de 2019 l'alcalde de Beniarrés és Miquel Sanchis Jordà de Compromís per Beniarrés (Compromís).
| Període                       | Alcalde o alcaldessa                               | Partit polític | Data de possessió     | Observacions         |
| ----------------------------- | -------------------------------------------------- | -------------- | --------------------- | -------------------- |
| 1979–1983                     | José López Seguí                                   | UCD            | 19/04/1979            | --                   |
| 1983–1987                     | Copérnico Valor Valor                              | PSPV-PSOE      | 28/05/1983            | --                   |
| 1987–1991                     | Copérnico Valor Valor                              | PSPV-PSOE      | 30/06/1987            | --                   |
| 1991–1995                     | Vicenta Crespo Domínguez                           | PSPV-PSOE      | 15/06/1991            | --                   |
| 1995–1999                     | Vicenta Crespo Domínguez                           | PSPV-PSOE      | 17/06/1995            | --                   |
| 1999–2003                     | Vicenta Crespo Domínguez                           | PSPV-PSOE      | 03/07/1999            | --                   |
| 2003–2007                     | José Vicente Sanjuán Camps Luis Miguel Tomás López | PSPV-PSOE PP   | 14/06/2003 18/02/2004 | Moció de censura --  |
| 2007–2011                     | Luis Miguel Tomás López                            | PP             | 16/06/2007            | --                   |
| 2011–2015                     | Luis Miguel Tomás López                            | PP             | 11/06/2011            | --                   |
| 2015–2019                     | Luis Miguel Tomás López Francisco Sellés Sanchis   | PP             | 13/06/2015 17/07/2017 | Dimissió/renúncia -- |
| 2019-2023                     | Miquel Àngel Sanchis Jordà                         | Compromís      | 15/06/2019            | --                   |
| Des de 2023                   | Francisco Sellés Sanchis                           | PP             | 17/06/2023            | --                   |
| Fonts: Generalitat Valenciana |                                                    |                |                       |                      |

## Monuments i llocs d'interès
Patrimoni artístic:

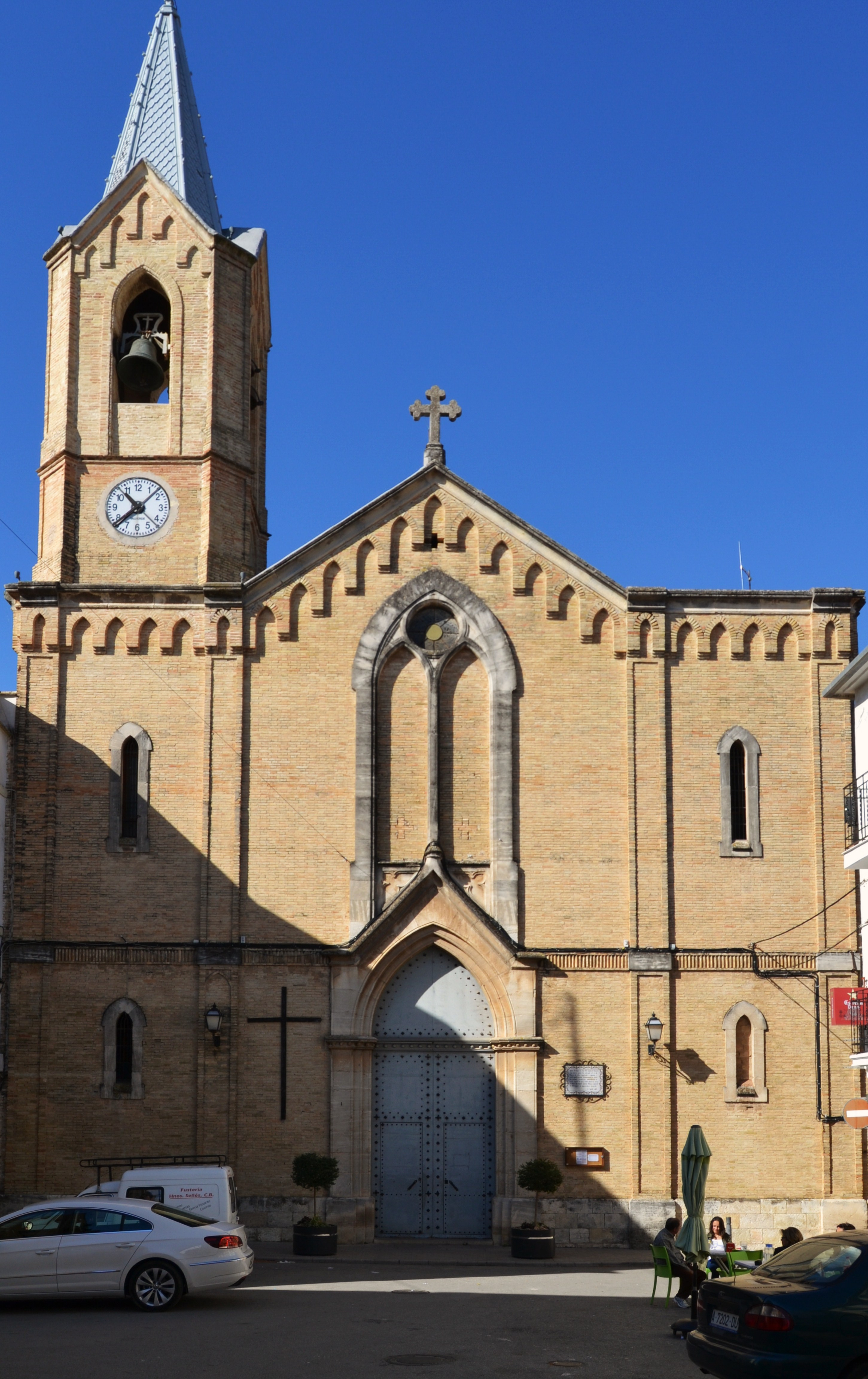
Església de sant Pere Apòstol

- Església de sant Pere Apòstol, edificada el segle passat sobre una antiga construcció gòtica.
- Ermita del sant Crist dels Afligits, a la qual s'arriba després de pujar un elevat calvari. L'any 1882 es decidix construir l'ermita del Santíssim Crist dels Afligits al cim del tossal on es desenvolupa el poble, rematant un calvari preexistent del segle xviii. L'edifici es va acabar de construir l'any 1900, compta amb una planta en creu grega i té en la part posterior, darrere de l'altar, un habitatge de dos plantes on vivia l'ermità que era l'encarregat del manteniment del temple. Al llarg de la història ha patit alguns canvis importants, com la construcció del campanar l'any 1930, per tal d'estabilitzar la campana que tenia a l'espadanya original, o acabats diferents de la façana fins a la imatge completament blanca que té en l'actualitat. També es va poder obrir l'òcul de la façana en l'última intervenció i col·locar un finestral de vidre.
- Convent de les obreres, Durant la segona meitat del segle xix i per voluntat de Juan Bautista Peiró Mengual (1845-1938), rector adscrit a Beniarrés i canonge de la Col·legiata de Gandia, es va impulsar la construcció d'un convent en uns terrenys propietat de la seua familia a la rodalia del poble. La seua intenció era que les religioses carmelites l'ocuparen, però finalment no va poder aconseguir instaurar aquesta ordre ni tan sols acabar amb la construcció del propi edifici, quedant incomplet i sols construïdes dos ales formant una L del volum quadrat amb claustre al mig que havia de ser. Per aquesta raó, l'edifici va passar a constituir el seu habitatge fins a l'any 1938 quan va morir. Després, va ser ocupat pel front popular durant la Guerra Civil Espanyola, albergant famílies vingudes de Madrid. Més endavant, durant la dècada dels anys 50, la propietat del convent va recaure als hereus de la benestant família Domínguez, més concret, a Enriqueta Orero, filla de Emilio Orero, metge d'aquella època, qui fou un personatge il·lustre social i culturalment per a la vida de Beniarrés durant la postguerra. Així, Enriqueta Orero va aconseguir junt amb el rector Mariano Peris fundar una xicoteta comunitat de les Obreres de la Creu i pogueren disposar una capella baix l'advocació de la Immaculada, també coneguda com a oratori de Santa Teresa. El treball de les obreres va ser impagable tant en aprenentatges de les jóvens de Beniarrés com en atenció sanitària, catequesis, teatres i altres esdeveniments culturals, arribant a ser molt apreciades per la població. D'aquesta manera, el convent amb l'ajuda de les monges, es va convertir en un col·legi més per al poble, enfocat per a les xiquetes de Beniarrés. Finalment, fou en la dècada dels 70 quan va deixar de funcionar com a escola per a xiquetes pel que s'utilitzava simplement com a residència i unes dècades després com a guarderia. Les monges van estar fins a l'any 2007 habitant-lo, quan degut al seu nombre reduït foren traslladades a València. Des d'aleshores, la propietat va tornar als hereus de Enriqueta Orero, deixant l'edifici tancat i sense cap ús en l'actualitat.
- Escoles velles, van ser el primer edifici destinat exclusivament a l'educació dels més menuts del poble. Aquesta escola va ser projectada l'any 1927 per l'arquitecte alcoià Vicente Pascual, un dels responsables d'introduir el modernisme en Alcoi i autor de projectes tan singulars com la casa del pavo o en Beniarrés, del projecte de l'actual església. L'escola es va edificar als afores del poble, just darrere del carrer Sant Pere, i comptava amb un espai exterior cercat que servia com a pati. Durant els primers anys, va esdevindre l'escola de xiquets. Unes dècades més tard es van construir a la part de darrere nous aularis per als últims cursos de l'ensenyament. En l'actualitat, aquest edifici alberga la biblioteca municipal, i s'ha eliminat parcialment el cercat que envoltava l'escola per a fer-lo més accessible al públic i a la part de darrere, on estava el pati, s'ha construït un edifici que allotja el centre cultural i l'auditori.
- Casa de l'encomanador, el senyor Pedro Fermín Mendoza Algarra, natural de Navarra i fill d'Ildefonso Mendoza i Catalina Algarra, va estar designat pel rei Carles III com a governador de l'encomana de la Vall de Perputxent des de l'any 1765 fins al 1789. Durant aquest període va decidir establir-se al poble i construir sa casa en el carrer els Dolors, junt al solar de l'església vella. Així ho demostra el cens de l'any 1818, on apareix ja com a propietari d'aquesta casa i amb categoria d'hisendat. Amb el pas del temps, aquest edifici ha anat fragmentant-se i en l'actualitat esta dividit en 4 vivendes, però tot i això, encara es conserven molt trets a l'interior i a l'exterior que el relacionen amb el caràcter senyorial dels propietaris que el transformaren, com són les reixeries de forja, les fusteries o els acabats de façana.
- Taulells devocionals, apareixen a partir de la primera meitat del segle xix i es convertixen en una tendència molt habitual, que permet a dia de hui trobar més de 20 exemples de taulelleria devocional pels carrers del poble. Hi han casos on els taulells han donat nom al carrer com en el carrer Sant Antoni, Sant Vicent, Cova Santa o els Dolors, i d'altres on s'han col·locat segons el nom del carrer, com en el carrer Sant Miquel, Sant Josep, Sant Francesc i Sant Pere.
- Casa de l'Encomana de l'Ordre de Montesa, tot i estar molt modificada i fragmentada hui en dia, es troba als inicis del carrer Cova Santa. S'ha conservat especialment part del celler dins d'una de les cases que formaven la casa de l'Encomana.[cal citació]

Llocs d'interès
- Cova de l'Or, descoberta per Rafael Pardo Ballester destaca per les seues troballes de culleres d'os treballat, adorns personals, estris de pedra polida, cereals carbonitzats, restes d'animals domèstics i de ceràmica neolítica de singular bellesa. La prova del carboni 14 d'alguns dels objectes els situa en el 4670 aC. Actualment el material trobat s'exposa al Museu de Prehistòria de València i al Museu Camil Visedo d'Alcoi.
- Cova dels nou forats, es tracta d'un graner fortificat excavat pels àrabs sobre la roca en època medieval. S'han trobat restes de ceràmica decorada a l'interior de les cavitats.
- Molí del Ros, és un molí fariner edificat l'any 1850 junt a la desembocadura del barranc de l'Encantà en el riu Serpis. Comptava amb dos moles; una per a moldre blat i l'altra per a dacsa. Aquest edifici respon a la tipologia de molí hidràulic, així, a través d'una séquia d'abastiment, s'ompli la bassa triangular per a assegurar un cabdal constant. Des d'ací, l'aigua cau per un salt anomenat cup fins al carcau, on se situen els rodaments, que a través de politges permeten moure les moles. Finalment, l'aigua sobrant s'evacua a través de l'alcavor fins a desembocar al riu. El molí donava abastiment a Beniarrés i a altres pobles propers pel que disposava d'habitacions en primera planta, que podien utilitzar els clients per a passar la nit mentre s'acabava la molta. En planta baixa, se situaven les moles a les dues primeres navades i també la llar i un forn de llenya. Exteriorment apareixen el pati darrere del molí i una sèrie de construccions disseminades al seu voltant que servien com a corrals. No obstant això, l'any 1906 Cándido Reig Guerola el va transformar en central hidroelèctrica per la disminució de cultiu de cereals en la zona, substituint-se les moles per turbines. Amb la seua capacitat com a central, va abastir de llum el poble fins a la dècada de 1960, quan Hidroeléctrica Española va comprar els drets de generar electricitat als propietaris, fet que va suposar l'abandonament total del molí en els anys 70.
- Embassament de Beniarrés
- Serra del Benicadell
- Via verda del Serpis, antic traçat de la via del tren Alcoi-Gandia, conegut com el tren dels anglesos, que connecta diferents pobles des de l'interior fins a la costa i que hui en dia s'utilitza com a via ciclista.
- Barranc de L'Encantà
- Despoblat morisc de Benillup de Perputxent, llogaret situat molt a prop de la desembocadura del barranc de l'Encantà al riu Serpis i ubicat en el perímetre d'una gran extensió de terrenys d'horta. Va ser l'últim nucli en quedar abandonat dels poblaments islàmics d'època medieval a la vall de Perputxent, estant habitat fins a la primera meitat del segle xix, quan va passar a formar part del municipi de Beniarrés. En l'actualitat, les restes del despoblat estan conformades per 6 edificacions repartides en dos grups de cases i distribuïdes en paral·lel al voltant d'un espai central. Per desgràcia, totes les edificacions han patit reconstruccions i reformes amb elements i materials impropis, que desvirtuen la lectura del conjunt com un poblament amb més de set segles d'antiguitat. A banda del nucli principal de cases que formen el despoblat de Benillup, existixen una sèrie de corrals pròxims al llogaret i vinculats a ell, que presenten la típica forma de casa morisca d'època medieval en l'àmbit rural.
- Arcada del barranquet de Cama, es tracta d'un antic aqüeducte hui en dia en desús que, degut a la falta de manteniment del barranc, es troba inaccessible i completament cobert per canyes en l'actualitat. Podria estar datat en el segle xvii o inclús ser anterior.
- Llavador de la Font, situat en el camí cap a la Granja i el més pròxim al poble. Forma part d'un conjunt de font, abeurador, llavador i bassa. Destaquen els taulells devocionals del segle xix de la Cova Santa, que representen l'altar tal com es troba al santuari d'Altura.
- Llavador del barranquet, el més allunyat del poble. Des d'ací és on es canalitza l'aigua cap a les diferents basses dels Forinyents.
- Llavador de la bassa gran, probablement el més antic del poble, està situat junt a la bassa Gran, i que s'abastix de l'aigua del barranc del Port. És destacable l'antic paviment de rajoles d'argila cuita que encara conserva.
- Barranc del port, zona recreativa amb diverses fonts i taules. Se situa molt pròxim al poble.
- Forn del teular nou, forn morú que formava part del teular nou des d'on es produïen rajoles i teules de ceràmica.
- Forn de calç del barranc de l'Encantà, forn per a fer calç situat en la desembocadura del Barranc de l'Encantà en el riu Serpis, hui en dia cobert per una coberta a dos aigües impropia.[cal citació]

## Festes
- Cavalcada dels Reis Mags. Se celebra el dia 5 de gener de nit. Els pages i reis mags arriben al poble i es dirigixen a l'església per a representar l'adoració del jesuset. En acabar van per tot el poble, casa per casa, repartint els regals a tots els xiquets.
- Festivitat del Corpus Christi. Se celebren en el mes de juny i el recorregut de la processó s'ompli de camamirla i s'engalanen uns altarets amb flors i plantes.
- Festes de Sant Pere. Se celebra el cap de setmana més pròxim al 29 de juny, en honor del patró del poble.
- Festes Patronals. Se celebren del 15 al 18 d'agost en honor de la Mare de Déu de la Cova.
- Entrà de Moros i Cristians. Se celebra el dia 15 d'agost per la vesprada i participen les tres filaes del poble: al bàndol cristià els Guerrers del Cid i els Maseros, i al bàndol moro, els moros del Benicadell.
- Cordà. Se celebra totes les nits durant les festes patronal a les 5 de la matinada, del dia 15 d'agost fins al 18. Es deixen caure coets d'eixides encesos des d'una corda col·locada entre els balcons del carrer l'Alameda, i els qui participen els agafen i tracten d'arribar el més lluny possible amb el coet encés a la mà.
- Festes de la Puríssima. Se celebren el dia 8 de desembre en honor de la Immaculada Concepció. Celebren la festa les xiques que complixen 20 anys.
- Asguinaldo. Se celebra la nit de nadal, el dia 24 de desembre. La gent del poble acompanyada de la banda de música recorren tots els carrers cantant les nadaletes tradicionals com "Pastorets i pastoretes", "Arre burriquito" i "A Belén pastores". Aquesta cercavila s'acompanya amb manolls d'espígol, que solen dur els més menuts, i que s'encenen i es van rodant.

## Persones il·lustres
- Samantha Gilabert i Garrido (1994), cantant de Cactus Troop i concursant d'Operación Triunfo 2020.